# Guriurius nancyae
Espèce
Guriurius nancyae est une espèce d'araignées aranéomorphes de la famille des Salticidae.

## Distribution
Cette espèce est endémique du Rio Grande do Sul au Brésil,. Elle se rencontre vers Augusto Pestana et São Francisco de Paula.

## Description
Le mâle holotype mesure 3,30 mm.

## Étymologie
Cette espèce est nommée en l'honneur de Nancy França Lo Man Hung.

## Publication originale
- Marta, Bustamante, Ruiz, Teixeira, Hagopián, Brescovit, Valiati & Rodrigues, 2022 : « A new huriine genus and notes on morphological characters (Araneae: Salticidae: Salticinae). » Zootaxa, no 5124(4), p. 431-457.